# Marin C. Popescu
Marin Cosma Popescu (n. 1876 sau 1887 – d. 1969) a fost un general român, care a luptat în cel de-al doilea război mondial.
A fost înaintat în 31 martie 1938 la gradul de general de brigadă și în 24 ianuarie 1942 la gradul de general de divizie.
Între 1 februarie 1941 - 1 august 1942 Generalul de divizie Marin Cosma Popescu a fost Comandantul Diviziei 15 Infanterie. A fost decorat la 7 noiembrie 1941 cu Ordinul Militar „Mihai Viteazul”, cl. III-a „pentru bravura și destoinicia cu care și-a comandat Divizia în bătălia din jurul Odesei”.
Generalul-maior Cosma Marin Popescu a fost comandant adjunct al Corpului 3 Armată (8 februarie 1942 - ianuarie 1944).
Generalul de sivizie Marin Cosma Popescu comandant al corpului IV Armată (24 ianuarie 1944 - 4 aprilie 1944)
La 24 ianuarie 1944 generalul Cosma Marin Popescu este trecut în rezervă, apoi în retragere.
Generalul de corp de armată Marin Cosma Popescu a fost scos din cadrele active ale armatei și trecut în rezervă pe bază de demisie începând cu data de 1 august 1944.

## Decorații
- Ordinul „Coroana României” în gradul de Comandor (8 iunie 1940)[5]
- Ordinul Militar „Mihai Viteazul”, cl. III-a (7 noiembrie 1941) „pentru bravura și destoinicia cu care și-a comandat Divizia în bătălia din jurul Odessei”[3]